# 加藤幸子 (作家)
加藤 幸子（かとう ゆきこ、1936年9月26日 - 2024年3月30日）は、日本の小説家。芥川賞、毎日芸術賞受賞。劇作家の加藤道夫の姪。鉱床学者加藤武夫の孫。かもしか学園（西川町）園長。

## 生涯
農林技師の子として、父の勤務先であった北海道札幌市に生まれる。両親ともに東京の出身。父の仕事の関係で5歳から11歳までを北京で過ごし、戦後日本に引き揚げた後は東京都世田谷区の祖父の加藤武夫宅で育つ。恵泉女学園高等学校2年の時、同居していた叔父加藤道夫が自殺して大きな衝撃を受ける。北海道大学農学部卒業後、農林省農業技術研究所・日本自然保護協会勤務を経て、1972～89年自然観察会代表。
1982年、「野餓鬼のいた村」で新潮新人賞受賞、続いて1982年下半期（1983年1月）、「夢の壁」で芥川賞受賞。1991年、『尾崎翠の感覚世界』で芸術選奨文部大臣賞受賞、2002年、『長江』で毎日芸術賞受賞。自然と人間の共生を主要なテーマとする。2013年には未知谷より『加藤幸子自選作品集』全5巻が刊行された。
野鳥愛好家としても知られ、日本野鳥の会理事を務め、東京港野鳥公園の設立にも尽力した。
2024年3月30日に心不全により死去。87歳没。

## 著書

### 単著
- 『夢の壁』新潮社 1983 のち文庫
- 『翡翠色のメッセージ』新潮社 1983
- 『鳥よはばたけ』学習研究社 1984
- 『北京海棠の街』新潮社 1985
- 『私の花鳥賦』文化出版局 1985
- 『野鳥の公園奮闘記 わが町東京』三省堂 1986
- 『自然連祷』文藝春秋 1987
- 『時の筏』新潮社 1988
- 『わたしの動物家族』朝日新聞社 1988
- 『2020年トキオの森』新学社・全家研(少年少女こころの図書館)　1989
- 『尾崎翠の感覚世界』創樹社 1990　萬書房 2015
- 『極楽蜻蛉一家の贈り物』講談社 1990
- 『私の自然ウォッチング』朝日新聞社 1991　のち文庫
- 『苺畑よ永遠に』新潮社 1993
- 『翼をもった女』講談社 1996
- 『森は童話館』桐原書店 1996
- 『鳥のことば人のことば』KSS出版 1998
- 『ジーンとともに』新潮社 1999　『心ヲナクセ体ヲ残セ』角川文庫
- 『茉莉花の日々』理論社 1999
- 『夢の子供たち』講談社 2000
- 『ナチュラリストの生きもの紀行』DHC 2001
- 『長江』新潮社 2001
- 『池辺の棲家』講談社 2003　角川文庫、2007
- 『鳥よ、人よ、甦れ 東京港野鳥公園の誕生、そして現在』藤原書店 2004
- 『家のロマンス』新潮社 2006
- 『蜜蜂の家』理論社、2007
- 『自然連祷 加藤幸子短篇集』未知谷 2008
- 『〈島〉に戦争が来た』新潮社 2010
- 『くさはら』酒井駒子絵 福音館書店 2011
- 『加藤幸子自選作品集』全5巻 未知谷 2013
- 『十三匹の犬』新潮社、2016

### 共著・編集
- 『キビとゴマ 中国女流文学選』辻康吾共編 研文出版 1985
- 兎追いし日々 光文社 1989（「光る話」の花束）
- 『鳥たちのふしぎ・不思議』浜田剛爾,島田璃里,樋口広芳共著 (晶文社 1993

### 翻訳
- 『スナイダー詩集』金関寿夫共訳 思潮社 1996
- ゲーリー・スナイダー『ノー・ネイチャー』金関寿夫共訳 思潮社 2011